# سیارک ۲۴۷۲۸
سیارک ۲۴۷۲۸ (به انگلیسی: 24728 Scagell، نامگذاری:1991VO2) بیست و چهار هزار و هفتصد و بیست و هشتمین سیارک کشف شده‌است که در ۱۱ نوامبر ۱۹۹۱ کشف شد.
قدر مطلق سیارک برابر ۱۸.۶ است.